# Kim Johannesen
Kim Johannesen (født 18. juli 1979) er en dansk tidligere håndboldspiller. 
Han startede karrieren i TMS Ringsted, før han kom til Viborg HK i 2006. I 2007 forlængede han sin kontrakt indtil 2011. I 2010 vendte han tilbage til TMS Ringsted.
Ved julen 2012 blev han skadet, men spillede sæsonen færdig på trods af sine skader, da han var en vigtig spiller for TMS Ringsted. I august 2013 krævede skaden dog en operation, der holdte ham ude i flere måneder. Det fik klubben til at bruge en klausul i hans kontrakt, hvor de kunne frigive ham efter 5 måneders skadesfravær. Dette skete i februar 2014. Johannesen reagerede ved at tage klubben i retten. Her blev det afgjort at fyringen var retmæssig, bortset fra at den var foretaget én måned for tidligt, og Johannesen fik derfor en kompensation på 23.000 kroner for én mistet månedsløn. Fyringen blev kritiseret af flere aktive håndboldspillere, blandt andet Henrik Møllgaard og Søren Tau.
Efter forløbet tog Johannesen til Team HK Køge i 2. division.

## Eksterne links
- Spillerinfo Arkiveret 7. august 2007 hos  Wayback Machine